# Tapsuj
Il Tapsuj (in russo Тапсуй?) o Tapys (Тапыс) è un fiume della Russia siberiana occidentale, affluente di destra della Severnaja Sos'va (bacino idrografico dell'Ob'). Scorre nei rajon Sovetskij e Berëzovskij del Circondario autonomo degli Chanty-Mansi-Jugra.
Il fiume scorre in direzione prevalentemente settentrionale e per tutta la sua lunghezza è tortuoso e paludoso. Sfocia nella Severnaja Sos'va a 591 km dalla foce. La lunghezza del fiume è di 283 km, il bacino imbrifero è di 9 430 km². Il maggior affluente è il fiume Vor"ja (lungo 164 km) proveniente dalla destra idrografica.